# Loke Wan Tho
Loke Wan Tho (en chinois : 陆运涛 ; pinyin : Lù Yùntāo ; 1915–1964) né à Kuala Lumpur (Malaisie), est un magnat du cinéma, ornithologue et photographe singapourien.

## Biographie
Dato Loke Wan Tho est un des huit enfants de l'homme d'affaires Loke Yew (1846-1917), de sa quatrième femme Lim Cheng Kim (1895–1981) ; il avait deux sœurs utérines. À la mort de son père c'est sa mère qui prit en charge le affaires familiales.
Après des études à la Victoria Institution à Kuala Lumpur, Loke fut envoyé dans un collège en Suisse en 1929. Il fut champion de saut en longueur du canton de Vaud en 1932.
En 1933 il alla étudier les lettres et l'histoire à l'université de Cambridge, puis l'économie à la London School of Economics. Il retourna en Malaisie en 1939 et prit le contrôle des affaires familiales qui comprenaient alors des banques, des plantation d'hévéa, des mines, des biens immobiliers, des hôtels et des cinémas. En octobre 1939 il s'installa à Singapour où il inaugura le Cathay Building, un immeuble comprenant un cinéma, un restaurant, des commerces et des appartements, et qui devint le symbole de son organisation.
Il fuit Singapour lors de l'invasion de la Malaisie par les Japonais en 1942 et se réfugia à Bombay via Java. En 1947 il retourna à Singapour et obtint la restitution du Cathay Building de la part des autorités britanniques.
En 1953 il créa les studios Cathay-Keris à Singapour afin de produire des films malais. Il créa les studios Motion Picture & General Investment Company à Hong Kong en 1956.
Loke Wan Tho, son épouse et les membres de la direction de son studio moururent à Taïwan le 20 juin 1964 dans un accident d'avion, au retour du 11ème Asia-Pacific Film Festival.

## Ornithologie
Sa rencontre avec l'ornithologue indien Salim Ali est à l'origine de son intérêt pour cette discipline. Il effectue plusieurs expéditions (Nouvelle-Guinée, Finlande...) notamment dans le but de photographier certaines espèces remarquables.